# La nouvelle manga
La Nouvelle Manga és un estil de còmic que combina influències del còmic francobelga i el manga.

## Història, concepte i actors d'aquest moviment transcultural
L'expressió nou manga, inventada pel japonès Kiyoshi Kusumi, redactor en cap a l'època de Comickers, es va utilitzar per primera vegada per definir l'única obra de Frédéric Boilet: “Manga Nouvelle Vague no tanjō! » (漫画ヌーヴェルヴァーグの誕生！?, "Naixement del manga New Wave!").
Per a Frédéric Boilet i la resta de participants, hi ha ponts a crear entre còmics japonesos i europeus, almenys entre còmics d'autors d'aquests països. Segons ells, el còmic europeu s'ha limitat durant molt de temps a temes extraordinaris (trencant amb l'ordinari, el quotidià) com ara la ciència-ficció, les històries històriques o d'aventures, mentre que el seu homòleg japonès utilitzaria més el tema de la vida quotidiana, encara que aquestes obres siguin poc traduït a Europa.
Associat més o menys llunyà amb les produccions i debats al voltant del Nou Manga: Moyoko Anno, Aurélia Aurita, David B., Matthieu Blanchin, Frédéric Boilet, Nicolas de Crécy, Étienne Davodeau, Yōji Fukuyama, Emmanuel Guibert, Kazuichi Hanawa, Daisuke Igarashi, Little Fish, Taiyō Matsumoto, Fabrice Neaud, Loïc Néhou, Benoît Peeters, Frédéric Poincelet, David Prudhomme, François Schuiten, Joann Sfar, Kiriko Nananan, Hideji Oda, Kan Takahama, Jirō Taniguchi, Yoshiharu Tsuge, Vanyda i Naito Yamada.
L'esdeveniment New Manga Manifesto (ヌーベル漫画宣言, Nūberu manga sengen?) va tenir lloc a Tòquio del 29 de setembre al 14 d'octubre de 2001 com a part del festival art-Link, format per diverses exposicions a la Universitat de les Arts de Tòquio, a la SD602 Galeries Kingyo i Fuji no ma (藤の間?) i als voltants d'Ueno, i una conferència a l'Institut Franco-Japonès de Tòquio.